# 廷基

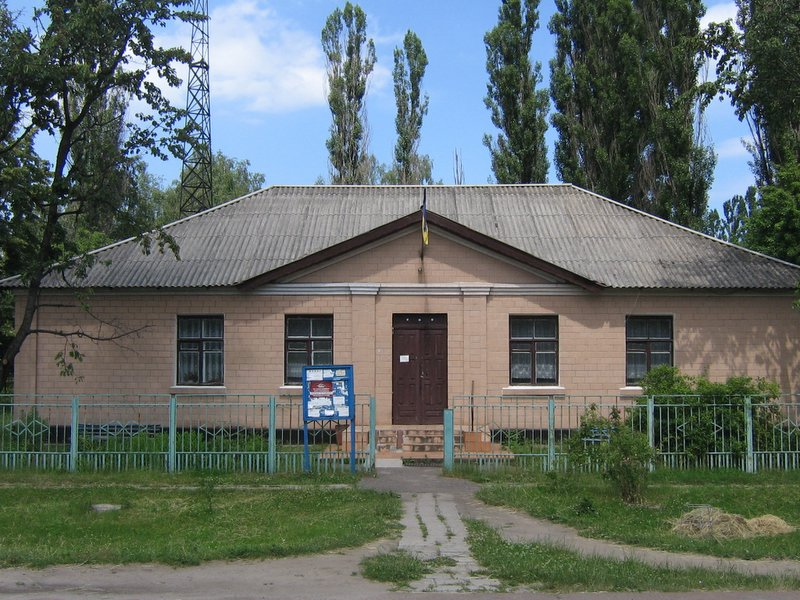

49°11′10″N 32°37′2″E / 49.18611°N 32.61722°E
廷基（羅馬化：Tinky）是位於烏克蘭中部的村莊，由切爾卡瑟州切爾卡瑟區的奇希林市鎮負責管轄。該村處於第聶伯河畔，始建於十六世紀，面積8.5平方公里，海拔高度76米，2007年人口2,255。